# باکلند (آلاسکا)
باکلند (به انگلیسی: Buckland) شهری در بخش نورث‌وست آرکتیک ایالت آلاسکا است که جمعیت آن در سرشماری سال ۲۰۰۰ میلادی ۴۰۶ نفر بوده‌است.